# NGC 2923
NGC 2923 ist eine Balken-Spiralgalaxie vom Hubble-Typ SBb im Sternbild Löwe nördlich der Ekliptik. Sie ist schätzungsweise 362 Millionen Lichtjahre von der Milchstraße entfernt und hat einen Durchmesser von etwa 55.000 Lichtjahren. Die Entfernungsmessungen basierend auf den Radialgeschwindigkeiten stimmen nicht mit den rotverschiebungsunabhängigen Entfernungsschätzungen von 460 ± 33 Millionen Lichtjahren überein.
Im selben Himmelsareal befinden sich u. a. die Galaxien NGC 2928, NGC 2933, NGC 2934, NGC 2941.
Die Typ-II-Supernova SN 2005K wurde hier beobachtet.
Das Objekt wurde am 1. April 1864 von Albert Marth entdeckt.